# منتخب البرازيل لسباعيات الرغبي للسيدات
منتخب البرازيل الوطني لسباعيات الرغبي للسيدات هو ممثل البرازيل الرسمي في المنافسات الدولية في سباعيات الرغبي للسيدات.